# 花叶万年青
花叶万年青（学名：Dieffenbachia seguine），又名黛粉芭蕉、黛粉叶、白玉黛粉叶、彩叶万年青，为天南星科花叶万年青属的植物。原生于加勒比地区至热带南美洲，目前已由人工引种栽培，引入到世界各地，包括台湾以及中国大陆的福建、广东等地。